# James Norton (Politiker)
James Norton (* 8. Oktober 1843 bei Mullins, Marion County, South Carolina; † 14. Oktober 1920 ebenda) war ein US-amerikanischer Politiker. Zwischen 1897 und 1901 vertrat er den Bundesstaat South Carolina im US-Repräsentantenhaus.

## Werdegang
James Norton unterbrach im Jahr 1861 seine Schulausbildung, um als Soldat der Konföderierten Staaten am Bürgerkrieg teilzunehmen. Nach dem Krieg setzte er seine Ausbildung fort. Zwischen 1866 und 1870 unterrichtete er selbst als Lehrer an den öffentlichen Schulen. Außerdem war er in der Landwirtschaft und im Handel tätig. In den Jahren 1870 und 1872 wurde er zum Bezirksschulbeauftragten gewählt. Politisch schloss sich Norton der Demokratischen Partei an. Zwischen 1886 und 1891 war er mehrfach Abgeordneter im Repräsentantenhaus von South Carolina. Von 1890 bis 1894 fungierte er zunächst als stellvertretender und von 1894 bis 1897 als eigentlicher Leiter des Rechnungshofes von South Carolina.
Nach dem Rücktritt des Kongressabgeordneten John L. McLaurin wurde James Norton als dessen Nachfolger im sechsten Wahlbezirk von South Carolina in das US-Repräsentantenhaus in Washington, D.C. gewählt. Dort trat er am 6. Dezember 1897 sein neues Mandat an. Nach einer Wiederwahl im Jahr 1898 konnte er bis zum 3. März 1901 im Kongress verbleiben. In diese Zeit fiel der Spanisch-Amerikanische Krieg.
Im Jahr 1900 verzichtete Norton auf eine weitere Kandidatur. In der Folge arbeitete er in der Landwirtschaft und in der Immobilienbranche. In den Jahren 1907 und 1908 war er nochmals Abgeordneter im Repräsentantenhaus von South Carolina. James Norton starb am 14. Oktober 1920 in Mullins und wurde dort auch beigesetzt.